# Oštarije
 Ovo je glavno značenje pojma Oštarije. Za otok kod Biograda pogledajte Oštarije (otok).
Oštarije su naselje u Republici Hrvatskoj, u sastavu Općine Josipdol, Karlovačka županija. Smješteno je u Oštarijskom polju na visini od 318 do 320 metara i omeđeno brdima Stabarnica (372 metra), Veljun (615 metara), Krpel (511 metara) i Viničica (420 metara).
Najduži vodeni tok je Zagorska Mrežnica, 15 kilometara duga ponornica koja izvire kod Zagorja i ponire podno Krpela.

## Povijest
Područje Oštarija naseljeno je još od mlađeg kamenog doba, kasnije se na njemu od 9. do potkraj 2. st. pr. Kr. nalaze Japodi iza kojih su ostali na Vinogradišću, Krpelu, i Velikoj i Maloj Viničici ostaci utvrđenih naselja (gradina) među kojima se spominje i Metulum. 
Naselje se spominje prvi puta u modruškom urbaru iz 1486. godine, a 1521. i 1531. pale ga Turci.
Dana 13. listopada 1991. JNA je nizom eksplozija razorila skladište kod Oštarija.

## Znamenitosti
Oštarije su mjesto s četiri mosta, od kojih je najpoznatiji kameni Marmontov most, koji nosi ime po upravitelju tadašnje Ilirske pokrajine, Napoleonovom maršalu Marmontu, izgrađenom preko sada suhog korita rijeke Zagorska Mrežnica.

## Stanovništvo
Oštarije naseljava stanovništvo koje govori oštarskim dijalektom čakavsko-ikavskog govora za razliku od obližnjeg Ogulina gdje je raširen kajkavski dijalekt, te Josipdola gdje se uglavom koristi štokavski dijalekt. Glavnina ovog stanovništva su Božičevići, Juričići, Mihaljevići, Gračanini, Cindrići, Franjkovići, Bokulići, Grdići, Neralići, Pribanići, Prebegi, Mrvoši, Rendulići i drugi. 
Prema popisu stanovništva iz 2001. godine, naselje je imalo 1407 stanovnika te 482 obiteljskih kućanstava.
| broj stanovnika | 2645  | 2307  | 2213  | 2323  | 2228  | 2071  | 1960  | 2090  | 1904  | 1964  | 1860  | 1867  | 1633  | 1557  | 1407  | 1444  | 1300  |
|                 | 1857. | 1869. | 1880. | 1890. | 1900. | 1910. | 1921. | 1931. | 1948. | 1953. | 1961. | 1971. | 1981. | 1991. | 2001. | 2011. | 2021. |

## Šport
- NK Oštarije, nogometni klub

## Galerija
- Kolodvor u Oštarijama
- DVD Oštarije

## Vanjske poveznice
- dr. Željko Blagus: Dogmatska analiza oprosta u buli Pape Pija II. oštarskom svetištu